# Jurij Bojko

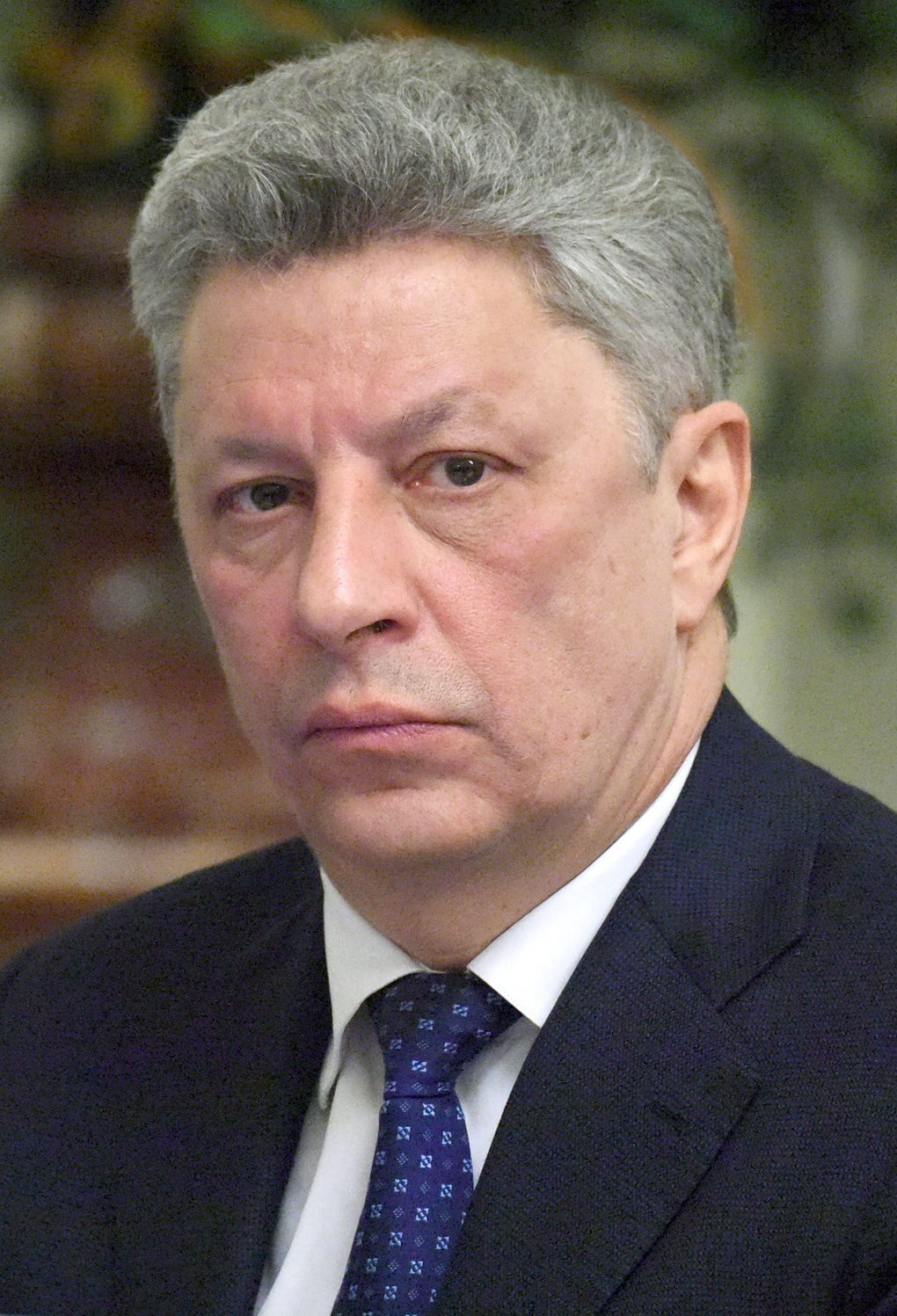
Jurij Bojko (2018)

Jurij Anatolijowytsch Bojko (* 9. Oktober 1958 in Horliwka, Oblast Donezk, Ukrainische SSR) ist ein ukrainischer Politiker. Er war vom 24. Dezember 2012 bis zum 27. Februar 2014 Stellvertretender Ministerpräsident der Ukraine im Kabinett von Mykola Asarow.

## Leben
Bojko absolvierte in den 1980er Jahren zunächst ein Studium zum Chemieingenieur und erlangte später einen Bachelor-Abschluss in Ökonomie. Nachdem er in den 1990er Jahren Raffinerien und chemische Betriebe in der Ostukraine geleitet hatte, wurde er zu Beginn des Jahres 2002 zum Direktor des Staatsunternehmens Naftohas sowie gleichzeitig zum Staatssekretär ernannt. Im Jahr 2003 ernannte ihn der damalige Ministerpräsident Wiktor Janukowytsch zum Stellvertretenden Minister für Brennstoff und Energiewirtschaft.
In dieser Funktion trug Bojko mit dazu bei, das Unternehmen RosUkrEnergo als Zwischenhändler für die Erdgaslieferungen zu etablieren, welche die Ukraine aus Russland und zentralasiatischen Ländern erhält. Seitdem gilt er als eine Schlüsselfigur der lukrativen wie auch politisch stets heiklen Erdgasgeschäfte zwischen der Ukraine und Russland. Bojko gilt auch als ein enger Vertrauter des Unternehmers Dmytro Firtasch, dem 45 % der Anteile von RosUkrEnergo gehören. 
Nach der Orangen Revolution wurde Bojko Anfang des Jahres 2005 aus seinem Amt entlassen. Im August 2006 wurde er, vom nun erneut ins Amt des Ministerpräsidenten berufenen Janukowytsch, zum Minister für Brennstoff und Energiewirtschaft ernannt. Bojko gelang es in dieser Funktion im Herbst 2007 mit Russland eine Vereinbarung über die Sicherstellung der Erdgaslieferungen an die Ukraine zu erzielen.
Bei der Parlamentswahl 2007 wurde Bojko in die Werchowna Rada gewählt. Im Dezember 2007 verlor er zunächst sein Ministeramt. Nach dem Wahlsieg von Janukowytsch bei der Präsidentschaftswahl 2010 wurde er am 11. März 2010 erneut zum Minister für Brennstoffe und Energiewirtschaft ernannt. Bei der Umbildung des Kabinetts nach der Parlamentswahl im Dezember 2012 erlangte Bojko das Amt des stellvertretenden Ministerpräsidenten. Er galt als enger Vertrauter von Janukowytsch.

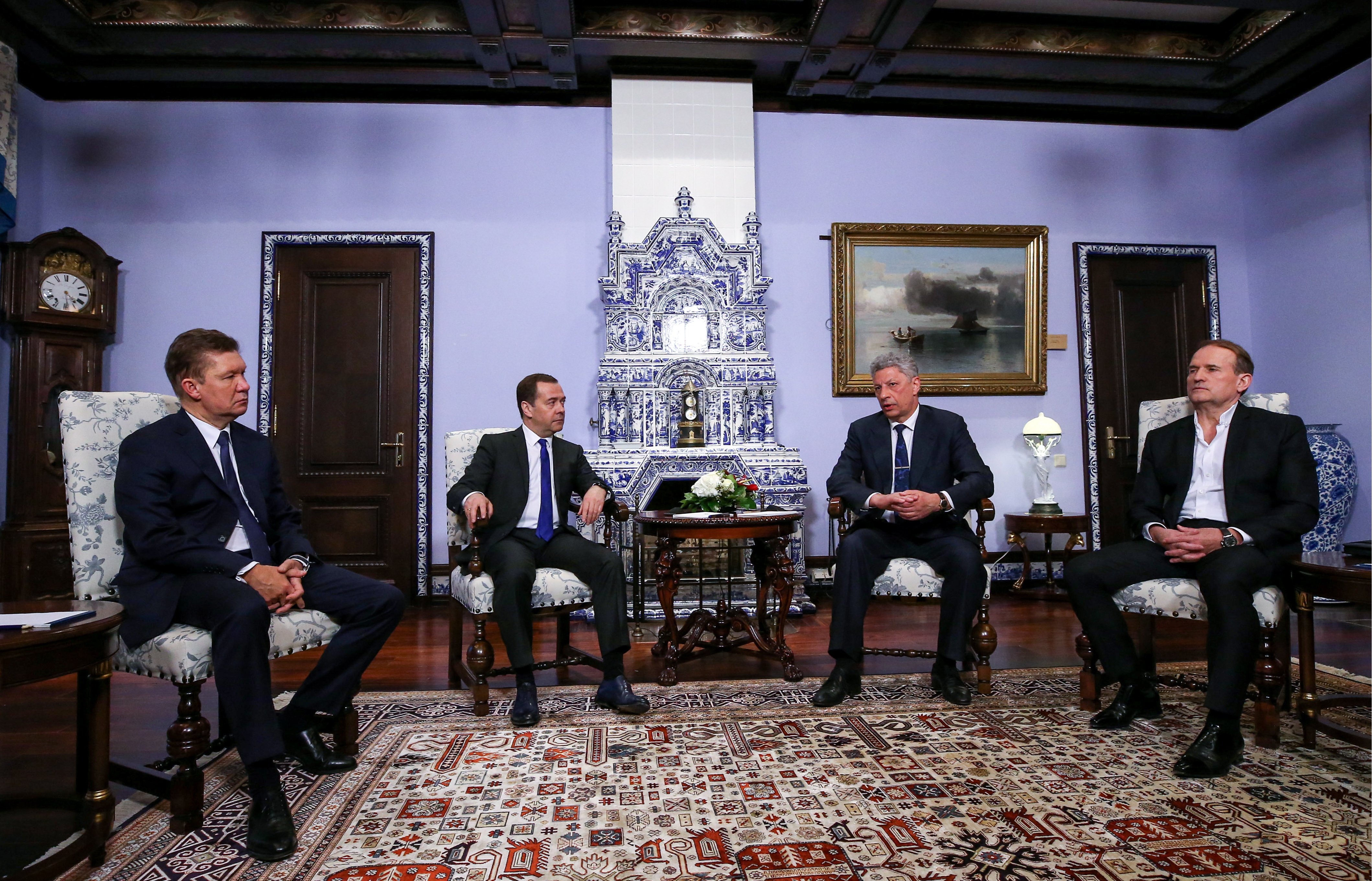
Treffen zwischen dem russischen Ministerpräsidenten Dmitri Medwedew und Gazprom-Chef Alexei Miller mit Jurij Bojko und Wiktor Medwedtschuk im Vorfeld der ukrainischen Präsidentschaftswahl 2019

Anfang April 2014 wurde Jurij Bojko zusammen mit Serhij Tihipko und Oleh Zarjow aus der Partei der Regionen ausgeschlossen. Bei der ukrainischen Präsidentschaftswahl im Mai 2014 trat er als unabhängiger Kandidat an und erreichte 0,19 % der Stimmen. Bei der ukrainischen Parlamentswahl im Oktober 2014 wurde er an der Spitze des Oppositionsblocks erneut ins Parlament gewählt.
Anfang 2015 schlug Jurij Bojko als Führer des Oppositionsblocks die Stationierung von UN-Friedenstruppen in den separatistischen Gebieten der Ostukraine (DNR/LNR) vor, um dort die Waffenruhe zu gewährleisten und den Frieden zu sichern. Bojko warf Anfang Februar 2015 den herrschenden Kräften in der Ukraine vor, gar kein Interesse an einer friedlichen Lösung des Konflikts in der Ostukraine zu haben. Stattdessen würde versucht, diejenigen, die sich für eine friedliche Lösung einsetzten, mundtot zu machen.
Bei der Präsidentschaftswahl in der Ukraine 2019 erreichte der als russlandfreundlich geltende Kandidat Bojko am 31. März 2019 im ersten Wahlgang mit 11,54 % der abgegebenen Stimmen den vierten Platz.

## Auszeichnungen
Bojko erhielt im Mai 2003 den ukrainischen Verdienstorden dritter Klasse. Im August 2004 erhielt er den Orden Held der Ukraine, die höchste Auszeichnung des Landes.

## Privates
Jurij Bojko ist verheiratet und hat seine Frau Wera bereits in der Jugend kennengelernt. Sie gingen beide in die gleiche Schulklasse und haben gemeinsam drei Söhne und drei Töchter. Jurij Bojko spielt seit seiner Kindheit Geige.